# Lew śpiący (Gliwice)
Lew śpiący (niem. Löwendenkmal) – pomnik pamięci ofiar wojen napoleońskich w Gliwicach, odsłonięty w 1849, rozebrany po 1945. Odlew lwa był do 1945 częścią tegoż pomnika, który stał w parku Miejskim, dzisiejszym parku Chopina. Nie wiadomo, czy oryginał się zachował. W 2011 odsłonięto kopię pomnika w centrum Gliwic.

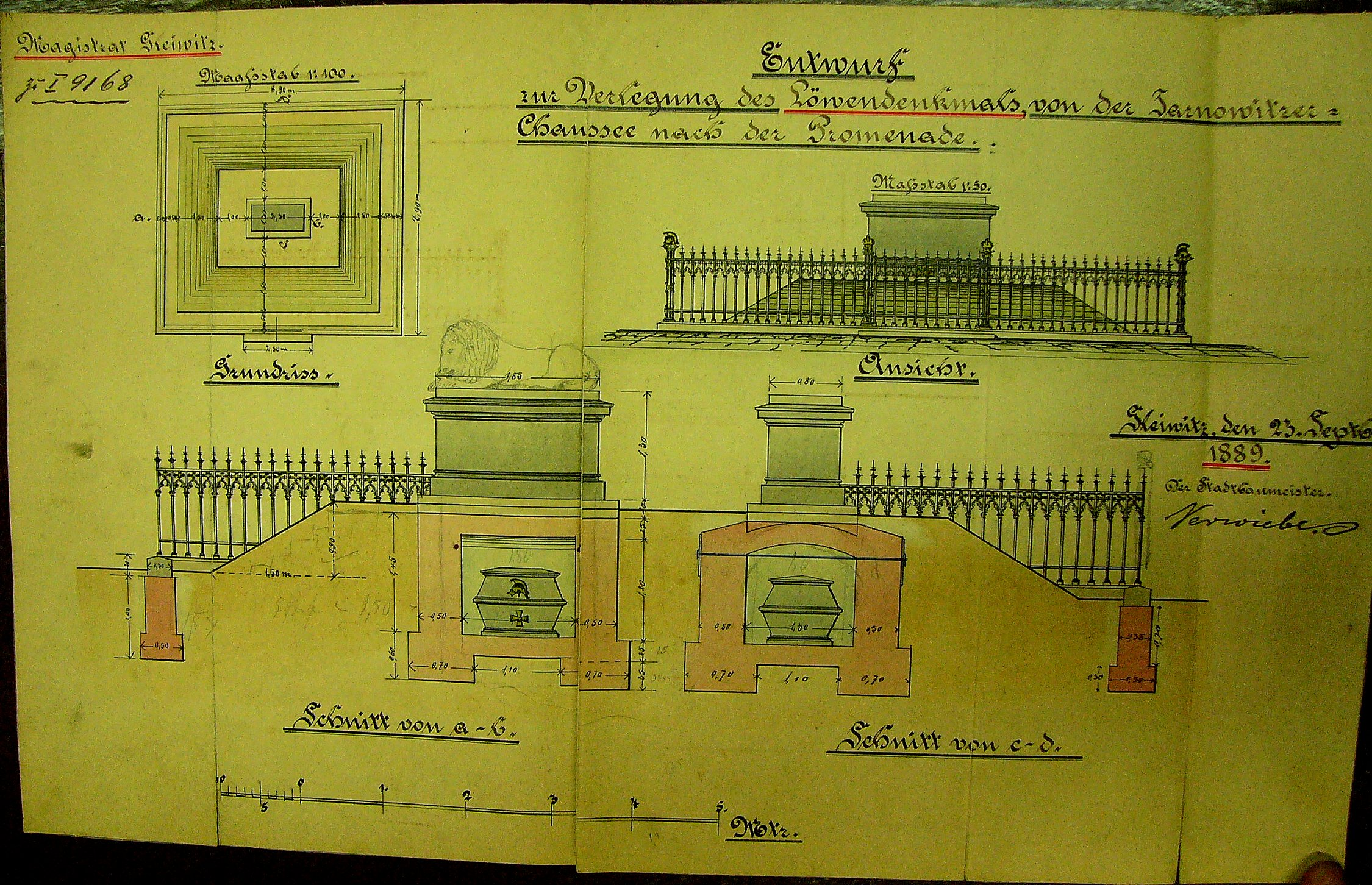
Plan nowej lokalizacji pomnika i trumien ze szczątkami żołnierzy przy Promenadzie (1890, arkusz 1)

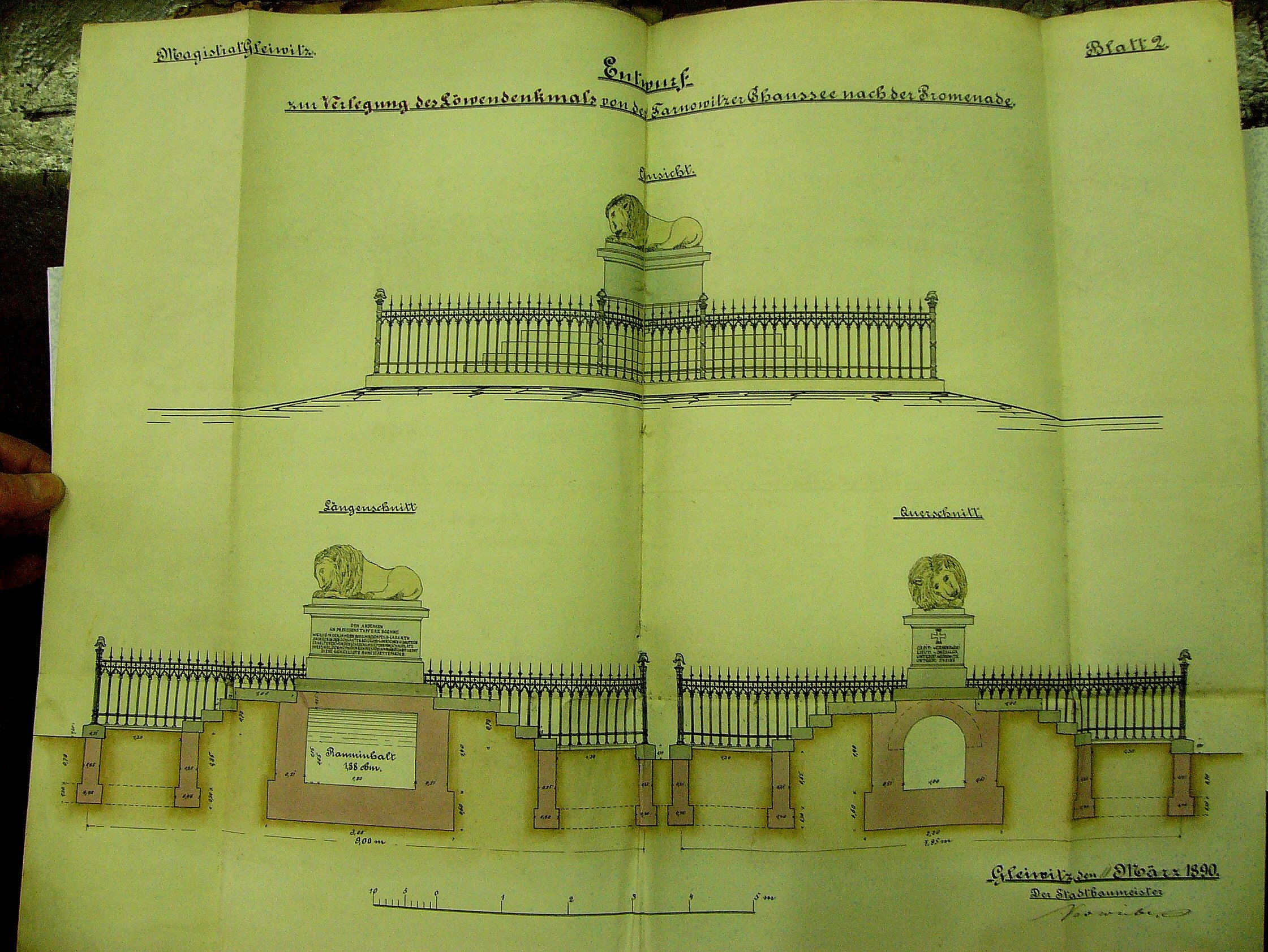
Plan nowej lokalizacji pomnika i trumien ze szczątkami żołnierzy przy Promenadzie (1890, arkusz 2)

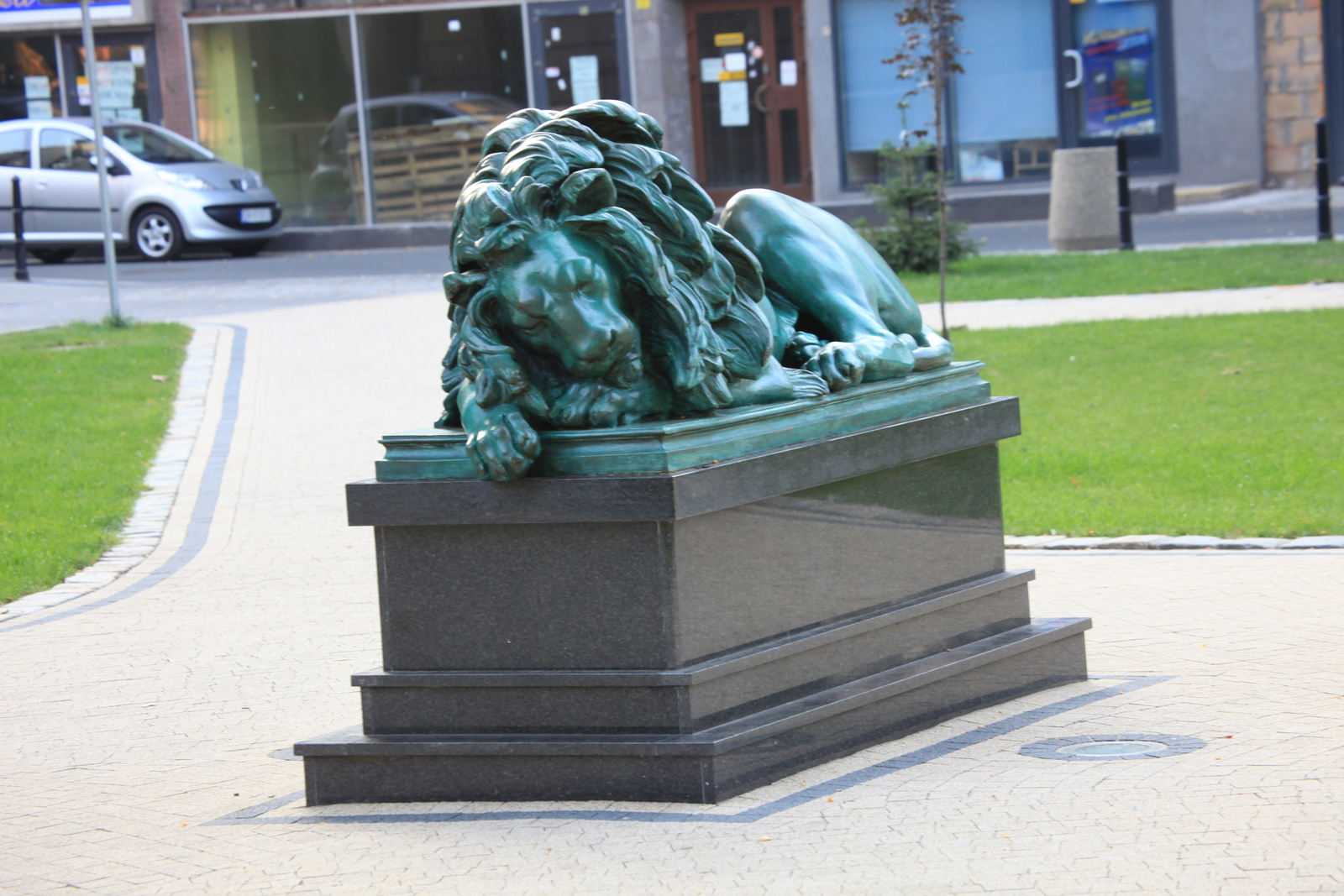
Kopia z 2011, stojąca na skwerze Valenciennes

## Historia
Śpiący lew był prezentem pruskiego króla Fryderyka Wilhelma IV dla miasta. W październiku 1845 król pruski odwiedził Gliwice z okazji otwarcia linii kolejowej do Katowic. W Królewsko-Pruskiej Odlewni Żelaza zwrócił on uwagę na nowo odlaną figurę Lwa śpiącego, autorstwa Theodora Erdmanna Kalidego. Władca podjął decyzję umiejscowienia lwa na miejscowym cmentarzu wojskowym, na którym pochowanych zostało 65 pruskich żołnierzy zmarłych w gliwickim szpitalu polowym w wyniku ran odniesionych podczas walk pod Budziszynem w 1813. Figura lwa, cokół i ogrodzenie zostały sfinansowane przez monarchę osobiście.
Pomnik, mający upamiętniać ofiary wojen napoleońskich oraz symbolizować pokój, który nastał po ich zakończeniu, został odsłonięty 15 października 1849 na cmentarzu wojskowym leżącym w pobliżu dworca kolejowego, w pobliżu obecnej ul. Na Piasku, przy nieistniejącej już Löwenstraße ('ulica Lwia'), która zapożyczyła swą nazwę właśnie od pomnika. Ta część Szobiszowic Miejskich, przyłączona później do miasta, nosiła nazwę Colonie Neudorf (kolonia Nowa Wieś). Dawny teren cmentarza wojskowego to dzisiejsze podwórza budynków między wschodnią pierzeją ul. Na Piasku a północną częścią pl. Piastów. W 1890 cmentarz został zlikwidowany ze względu na budowę domów mieszkalnych – 19 października pomnik oraz ekshumowane szczątki żołnierzy (złożone do dwóch trumien) przeniesiono na Promenadę, czyli późniejszego Parku Miejskiego (dzisiejszego Parku im. Fryderyka Chopina).
W 1945, w ramach polonizacji (odniemczania) byłych terenów niemieckich, usunięto inskrypcje z cokołu pomnika. Później rozebrany został cały pomnik, a figurę lwa zmagazynowano na terenie Zarządu Zieleni Miejskiej. Na łamach „Nowin Gliwickich” z 1963 ukazała się wzmianka na temat lwa. Potem ślad się urywa. Miejsce pochówku szczątków żołnierzy pruskich na terenie dzisiejszego parku Chopina jest wprawdzie nieoznakowane, jednak uważny przechodzień może zauważyć nieckę w trawniku w miejscu, gdzie stał pomnik.
Na wiosnę 2011 na skwerze Valenciennes, w sąsiedztwie dawnego hotelu „Haus Oberschlesien”, a dzisiejszego magistratu, postawiono kamienny cokół z leżącą na nim kopią dawnego lwa, którą odlano w 2009 w Gliwickich Zakładach Urządzeń Technicznych. Na cokole nie ma napisów ani tablicy informacyjnej.

## Architektura
Cokół, na którym umieszczono odlew lwa, miał wymiary 60 × 30 stóp. Na szerszej stronie cokołu znajdowała się inskrypcja: Dem Andenken / Preussens tapferen Sohne, welche in den Jahren 1813/14 in dem Feldlazarett zu Gleiwitz / an ihren in der Schlacht bei Gross-Gorschen und Bautzen / erhaltenen Wunden starben, und hier, fern vom Schauplatz / ihres heldenmiitigen Kampfes für Unabhangigkeit und Recht / diese geheiligte Ruhestatte fanden / Gleiwitz, den 15. October 1849 (Na pamiątkę / dzielnych synów Prus / którzy w latach 1813–1814 zmarli w szpitalu polowym w Gliwicach / w wyniku ran odniesionych w bitwach pod Großgörschen i Budziszynem / i tu, daleko od miejsca ich bohaterskiej walki o niepodległość i prawo, znaleźli uświęcone miejsce spoczynku / Gliwice, 15 października 1849).
Na węższej stronie cokołu znajdowały się dekoracje w postaci miecza i wieńca liści dębowych, a pozostałe dwie strony zapełniono złoconymi inskrypcjami nazwisk 65 poległych.
Pomnik był otoczony żeliwnym ogrodzeniem; jego filary oraz dwa skrzydła bramy wejściowej były udekorowane hełmami.
Za pomnikiem znajdował się żeliwny krucyfiks autorstwa Augusta Kissa o wysokości 16 stóp.